# Reinhold Friedrichs
Reinhold Friedrichs (* 8. Mai 1886 in Hüls bei Krefeld; † 28. Juli 1964 in Münster) war ein deutscher römisch-katholischer Geistlicher.

## Leben
Reinhold Friedrichs war der Sohn eines Kolonialwarenhändlers. Er besuchte das Collegium Augustinianum Gaesdonck. Am 1. Juni 1912 wurde er in Münster zum Priester geweiht. Seine Kaplanszeit verbrachte er in Bocholt und Borken. Ab 1922 war er in Münster erster hauptamtlicher Religionslehrer an den Städtischen Berufsschulen. Zugleich war er Gaupräses der DJK.
1935 wurde Friedrichs wegen „politisch-weltanschaulicher Unzuverlässigkeit“ jede weitere Tätigkeit als Religionslehrer verboten. Nachdem er in der Kirche Heilig Geist in Recklinghausen-Essel eine Religiöse Woche durchgeführt und über die „Kreuzwegstationen“ eines inhaftierten Priesters gepredigt hatte, wurde er seinerseits am 8. März 1941 von der Gestapo verhaftet. Er kam in das KZ Sachsenhausen. Am 12. September 1941 wurde er in das KZ Dachau überstellt, wo er dreieinhalb Jahre bis zur Befreiung am 5. April 1945 verbrachte. Von seiner KZ-Haft blieb er zeitlebens schwer gezeichnet.
Am 17. Dezember 1945 wurde er in Münster zum nichtresidierenden Domkapitular ernannt. Am 22. Januar 1960 erfolgte seine Ernennung zum Päpstlichen Hausprälaten.

## Ehrungen
- 1952: Verdienstkreuz (Steckkreuz) der Bundesrepublik Deutschland
- Benennung der Reinhold-Friedrichs-Straße in Münster